# 杵屋佐吉
杵屋 佐吉（きねや さきち）は、江戸時代から続く長唄三味線方の名跡。代々長唄佐門会の家元を名乗る。
代々の墓所は東京都港区愛宕にある青松寺。

## 初代
（生年不詳 - 文化4年11月4日（1807年12月2日））
初世佐吉は、それまでの長唄の曲調を一変させた名人といわれる二世杵屋六三郎（俳名天滴）の門弟である。正本に初めてその名が登場するのは明和4年（1767年）の森田座顔見世で、その後、江戸中村座の「梅楓娘丹前」に出演している。天明2年（1783年）に市村座、寛政年度の桐座、都座以外はずっと中村座を活躍の場とし、囃子頭にもなっている。初めてタテ三味線になったのは、安永7年（1778年）2月中村座のメリヤス「龍月」。
安永9年（1780年）より大薩摩主膳太夫（三世）とコンビになり、数々の大薩摩曲を手がけた。また、天明元年（1781年）には、当時流行した拍子舞（三味線の拍子にのって役者が歌いながら踊る様式）の代表作、長唄・大薩摩掛合の「蜘蛛拍子舞」を作曲している。メリヤスにも長じ、メリヤスの代表作「黒髪」は天明4年（1784年）「大商蛙小島」初演の際使われた。
現在でも演奏される初世佐吉の作品は「蜘蛛拍子舞」「黒髪」「範頼道行」「高尾（もみじ葉）」。上演記録と本が残っている作品は「大江山（山入り）（千丈ヶ獄）」「雪持竹振袖源氏」「雲井花吉野壮士」「帰花雪義経」「唐相撲花江戸方」「清和二代寄源氏」。
文化4年（1807年）11月4日歿（墓誌）。享年は定かではない。なお、実子の浅吉は佐吉の名を継いでいない。

## 2代目
初世佐吉の門弟である杵屋和吉の弟子和助が、文政2年（1819年）に二世佐吉を襲名。和助の名が初めて出てくるのは、寛政7年（1795年）11月、都座の顔見世番付けである。文化五年（1808年）11月には、市村座の「色紅葉由縁狩衣」でタテ三味線になっている。
初世よりも技量のあった人といわれ、現在記録に残っている作品は、文政3年（1820年）に作曲された変化舞踊曲である「浅妻船」「まかしょ」。同10年（1827年）「花の巻」「月の隈」「井筒」「廊夜桜」「やれ衣」等。
初世和吉の門から杵屋勝五郎、杵屋勝三郎の系統が派生している。

## 3代目
（文政3年（1820年） - 明治14年（1881年）9月9日）
二世の実子佐市も後を継がず、初世和吉の実子である、二世和吉の門弟和市が嘉永3年（1850年）に二世阿佐吉となり、後に三世佐吉となった。和市は初め、二世和吉の養子となったが、二世に実子（三世和吉）ができたため、養家を出て、佐吉家を立てるようになった。
16歳で森田座に出演し、その後も演奏家として活躍した。当時は、作曲家として鬼勝こと二世杵屋勝三郎、杵屋三郎助、杵屋正治郎等の名手が輩出した時代でもあり、三世佐吉関連では「由加利の花」という作品を三世の弟子である杵屋はつ栄が演奏した記録が残っているだけで、他に目立ったものは見当たらない。しかし三味線は名人と言われ、性質は負けず嫌いの仁侠を好む江戸っ子気質であった。
晩年は横浜で門弟の育成に専念し、明治14年（1881年）9月9日、61歳で病歿。

## 4代目
（明治17年（1884年）9月17日 - 昭和20年（1945年）12月13日）本名は武藤良二。
三世佐吉の三女、初世佐喜の子として、東京浅草に生まれる。明治27年（1894年）3月、三世佐吉の門弟、佐喜次につき、長唄修業を始める。明治28年（1895年）、二世寶山左衛門の厚意により、本名良二の名で新富座へ見習い出勤。
明治32年（1899年）浅吉と改名。明治37年（1904年）7月、21歳でタテ三味線昇進。同年、四世杵屋佐吉を襲名し、新富座・明治座・春木座の囃子頭を経て明治座の邦楽部長、松竹の音楽部長となる。明治41年（1908年）、蜂須賀藩士中山賢正明三女ますと結婚。夫人は唄方杵屋増子として公私共に生涯佐吉の良きパートナーであった。
四世佐吉はその生涯を通じ、創作活動に、楽器の改良に、長唄会の発展に、たえず新風を吹き込み、箏の宮城道雄と並んで近代邦楽史上に数々の功績を残した人である。
作曲では、これまで三味線が唄の伴奏のみで、独立演奏させる曲のないことに疑問を持ち、大正8年（1919年）、「三絃主奏楽」として唄のない三味線だけの合奏曲「隅田川四季」を発表した。そのほか、従来の長唄の歌詞のように遊里に走らず、一般子女にも安心して習わせ歌わせることのできるような小曲集「芙蓉曲」や、子供向けの「三絃童謡」を創始し、多数の曲を残している。
また、大正12年（1923年）にフランス大使として日本に来ていた詩人P.クローデルの詩の印象を歌詞として三味線で表現した「女と影」、その他、新舞踊曲や歌舞伎舞踊曲も含め、それまでの常識をうち破った新しい様式の作品を世に送りだした。新作発表の場として「芙蓉会」を設立。大正元年から晩年まで、百数十回を数えたこの演奏会は、研精会と並んで当時の長唄界を二分していた。
大正11年（1922年）、低音三味線（セロ三味線）、同13年（1923年）末にはその大形のコントラバスとも言える大三味線（豪絃）を考案し、昭和6年（1931年）には元逓信省技師石田一治作製による電気三味線（咸絃）を演奏。また、三味線と洋楽との合奏や、三絃協奏曲といったコンチェルト形式の演奏も試みている。
大正15年から昭和元年（1926年）にかけて、文部省嘱託としてヨーロッパ各国における音楽作曲に関する視察、調査、研究並びに三絃音楽の紹介発表を依嘱され、増子夫人と共に渡欧。ロンドンではF.クライスラーのヴァイオリン演奏会に感激し、コンノート総裁による「ジャパンソサエティ」（年に一度、イギリスの有名な人達が集まって在留日本人向けに行う夜会）では、夫人と共に長唄を演奏し好評を博した。パリでもフランス領事館やバロン薩摩（芸術家の後援をしたことで有名な貴族の薩摩治郎八）主催の特別演奏会で演奏。M.ラヴェルとの交歓演奏をする等、国際的にも活躍している。
最後にもう一つ、四世佐吉が成した大きな仕事は、とくに第二次世界大戦中、歌舞音曲は非国民のやることと言われた時代にあって、長唄協会の会長として（昭和13年（1938年）から晩年まで）、長唄を日本の音楽として守り抜き次代に伝えたことである。
昭和20年（1945年）12月13日歿、享年62。
代表曲には「黒塚」「二つ巴」「夢殿」「五月雨」「惜しむ春」「伊勢参宮」「雪月花」「藤の花」などがある。実子が5代目佐吉、孫が杵屋小佐吉（6代目佐吉）、7代目佐吉。

## 5代目
（昭和4年（1929年）3月7日 - 平成5年（1993年）1月20日）本名は武藤健二。
四世佐吉の長男として東京に生まれる。幼時より、父四世佐吉の稽古を受けて育つ。暁星学園を経て、昭和19年（1944年）、東京音楽学校（現・東京芸術大学音楽部）入学。第二次世界大戦後、戦中より中断していた歌舞伎公演の復活に伴い中退し、父の統率する一門と共に劇場出演に参加。後に歌舞伎界を離れ、各地の演奏会、舞踊会、作曲、教授に専念。
昭和26年（1951年）、佐門会五世家元杵屋佐吉を襲名。故山田抄太郎、三世今藤長十郎に師事し、その繊細な芸風は多くの作曲作品にも現われている。
昭和29年（1954年）、大阪市文化祭において「花垣」により文化祭賞を受賞したのをはじめ、同34年（1959年）芸術祭創作邦楽部門で「日・月・星」の三部作（日＝三世杵屋五三郎、月＝今藤長十郎、星＝杵屋佐吉作曲）により、芸術祭奨励賞を受賞。同45年（1970年）にも、芸術祭創作邦楽部門において「榎」により優秀賞。
作曲作品は233曲を数え、そのうち約120曲がレコードに収録されて販売されている。代表作に、「鷺娘幻想曲」「常盤草子」「花暦」「心中難波橋」「友白髪祭賑」「阿波踊り慕情」「おもかげ」「長崎旅情」「わが袖の月」「博多点描」「雪だるまの幻想」「花と柳」等がある。創作活動は、彼のライフワークであった。
平成5年（1993年）1月20日、大腸癌のために歿す。享年63歳。長男が杵屋小佐吉（6代目佐吉）、次男が7代目佐吉。

## 6代目
（昭和26年（1951年）9月4日 - 平成8年（1996年）11月6日）本名は武藤貴則。
五世佐吉の長男として東京に生まれる。昭和42年（1967年）11月、16歳で二世小佐吉を襲名し、現代邦楽研究会・虎友会等、他派との交流も心がけ、多方面で活躍。芸術に造詣が深かった故高円宮憲仁親王とも親交があり、昭和60年（1985年）4月には高円宮の結婚記念曲として「奉祝讃歌」を完成させるが、その直後の同月10日、33歳のときにクモ膜下出血で倒れる。
長期療養の末、平成8年（1996年）11月6日死去。享年45歳。2代目杵屋小佐吉、のちの6代目佐吉（贈り名）。長女が杵屋佐夕里。

## 7代目
（昭和28年（1953年） - ）本名は武藤吉彦。
五世佐吉の次男として東京に生まれる。玉川学園高等部卒業後、曽祖母の名、佐喜を襲名。23歳の時（1976年）、イタリアで三年ごとに開かれる演劇祭『インコントラツィオーネ』に「千手魚神太鼓」の作曲、演奏で参加。24歳から、稽古場のある静岡県島田市の帯祭で第二街屋台を受け持つ。
兄小佐吉がクモ膜下出血で倒れ長期療養中だったため、父五世の没後、六世を兄におくり、平成5年（1993年）に家元七代目杵屋佐吉を継ぐ。
平成4年（1992年）より国立劇場において、長唄小曲〈芙蓉曲研究会〉と代々杵屋佐吉の作曲作品発表会である〈杵屋佐吉の会〉を主催。平成10年（1998年）、第4回〈杵屋佐吉の会〉では、佐吉家に伝わる350年前の古近江三味線〈野路〉を完全修復し、「野路の月」を作曲発表する。
珍しい三味線のコレクターでもあり、楽器としての三味線の研究も心掛けている。長唄協会理事、現代邦楽作曲家連盟同人、樂明會同人。
2代目杵屋佐喜が7代目佐吉を襲名。長男が4代目杵屋浅吉。次男が3代目杵屋佐喜。